# スポーツの歴史
スポーツの歴史（スポーツのれきし、英語：history of sport）は、おそらく人類の歴史と同じくらい古い。スポーツの歴史を通して、人間社会の変化と、スポーツ自体の本質について多くのことを知ることができる。

## 先史時代のスポーツ
人間が動物と分化した後、狩猟採集の手段として道具を使用し始めた。生きるために必要な活動から次第に解放されていくと、独立した身体文化やスポーツが生まれてきた。
文字で記録される前の未開社会では、スポーツが行われていたという直接的な証拠に乏しい。しかし、フランスのラスコー洞窟や、アフリカ、オーストラリアなどには、3万年以上前の先史時代の洞窟壁画があり、 これらの遺跡から当時スポーツに類似した何らかの活動があったことが推定される。
近年の経済生態学の研究から、未開社会における成人男女の狩りと採集活動に費やす時間は1日平均3時間であり、残りを余暇の時間に当てていたと考えられている。彼らは人類史上最も余暇に恵まれた人たちであり、経済生態学者のサーリンズはこの社会を「最初の豊かな社会」と呼んだ。
この時代には、すでに動物スポーツとモータースポーツを除くすべての種類のスポーツが存在したと考えられる。格闘技や弓術などは古代以来世界中で行われてきた。

## 古代のスポーツ
古代に入ると、各地で古代文明が発生し、各地で特色のあるスポーツ文化が生まれた。古代では、先史時代の宗教性や呪術性を色濃くとどめながら、スポーツが文化として独立していった。

### 古代エジプトのスポーツ
古代エジプトでは宮廷娯楽としてのショースポーツが楽しまれた。また、王侯貴族が優れた戦士になるための身体訓練の方法も開発されていた。
紀元前2100年ごろのベニ・ハッサンの壁画には400種類以上のレスリングが描かれており、このほか、重量挙げ、跳躍運動、弓矢による狩猟、ボールを伴った儀礼などが描かれている。

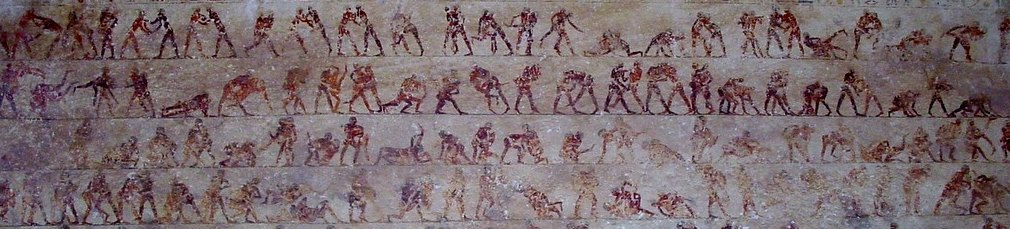
ベニ・ハッサンの壁画に描かれたレスリングする人々

### 古代ギリシャのスポーツ
古代ギリシャでは、すでに広範囲にわたって、レスリング、競走、ボクシング、やり投げ、円盤投げ、戦車競走など多くのスポーツが行われていた。
紀元前1700年から紀元前1400年ごろのクレタ島では戦車競技やレスリング、ボクシング、ダンス、雄牛跳び、狩猟などが行われていた。紀元前1600年ごろのミケーネでは戦車競技、弓射、やり投げ、乗馬、雄牛跳び、狩猟、球戯などが行われていた。また、英雄の死を悼む葬礼競技が行われた。これらの競技会が次第に整備されていき、後の祭典競技が生まれる一因となった。
紀元前8世紀には、ペロポネソスのオリンピアで4年毎に競技会が開かれた（古代オリンピック）。このほかコリントのイストミア競技会、デルポイのピュティア競技会、ネメアのネメア競技会という4大競技会をはじめ、ギリシャ各地で競技会が行われた。競技会は単にスポーツイベントというだけでなく、古代ギリシャ人の優越性を表現し、自らのアイデンティティを確認するものであった。

### 古代ローマのスポーツ
実用を重んじたローマ人は、伝統的にギリシャ風のスポーツ大会に価値を認めなかった。運動も元来は軍事訓練の目的として行われていた。しかし、時代が下るにつれ、健康維持やレクリエーションのためにスポーツ活動が行われるようになった。
古代ローマにおいてはスペクテータースポーツが発達し、コロッセウム等の円形闘技場が建設された。支配者たちは、民衆に「パンとサーカス」として訳される「パネム・エト・キルケシセス」（穀物とキルクス競技）を提供して、政権を維持しようとした。民族的祭典であるキルクス競技では、特に戦車競走が人気があった。

## 中世のスポーツ
キリスト教によってヨーロッパ世界が形成されるようになると、それまでの祝祭的なスポーツはキリスト教の行事に組み込まれていった。キリスト教によるヨーロッパ世界の中で身分制度が形成されていき、それぞれの身分の中で遊びやスポーツが行われていった。階級的に王侯貴族、騎士、都市民、農民のスポーツがかなり明確に個別に存在した。しかし、中世後期になると身分区分があいまいになる場合も存在し、都市当局が開催する弩や銃による公開射撃大会では、貴族や市民あるいは農民が一緒に競技を行うこともあった。

### 王侯貴族、騎士のスポーツ
貴族の子弟は、騎士になるため厳しい教育を受け、七芸（乗馬、水泳、射撃、登攀、馬上槍試合、剣術と格闘、宮廷作法）が重んじられた。
絶対主義の時代には、国政や財政、宮廷的な社交上の教養を持った教養人がもてはやされるようになり、乗馬やポームなどを身に付けさせる運動師範が現れた。これらを通じてスポーツ技術の体系化が進み、指導法などが発展した。

### 市民のスポーツ
ヨーロッパ中世の都市は主君から自治権を与えられた自律した共同体であった。
市民の中でも都市貴族は馬上槍試合や競馬などの貴族的なスポーツを模倣した。手工業者たちは都市防衛のための射撃や剣術、格闘の訓練に励み、さまざまなボールゲームや走跳投に熱中した。他方、職人の徒弟や奉公人などは、市民と同様、剣術や格闘を行い、ダンスやフットボール、九柱戯を楽しんだ。
貨幣経済の進展とともに農村から人口が多量に流入し、従来の都市貴族と手工業者とともに三つの階層が形成され、中世のスポーツは都市のスポーツに収斂されていった。

### 農民のスポーツ
農村では、キリスト教の教会暦にあわせて、農作業が行われており、農民のスポーツも村落共同体単位で行われていた。宗教的祝祭日には、ダンスや徒競走、石投げ、跳躍、競馬、格闘などが行われ、九柱戯やフットボールが愛好された。

## 近代のスポーツ
近代のスポーツは中世社会のスポーツ文化を発展継承しつつ、近代社会で主導権を持ったブルジョワジーの論理である近代合理主義に基づき、それまでの伝統的なスポーツを再編して成立し、伝統的スポーツの土着性や祝祭性を排除し、産業化、規格化の方向に向かって発展した。これらのスポーツは以降のスポーツ文化の中心的役割を果たした一方、近代化できなかったスポーツはスポーツ文化の周縁に追いやられ存続することになった。
多くの近代スポーツは、それ以前の中世に都市や農村で行われていたスポーツにまでたどることができる。これらは、現在行われているスポーツに比べてルールがあまり整備されておらず、暴力的で混沌としている。ストリートフットボールのような祝祭日に行われていたスポーツは、しばしば暴徒化し、政府当局から禁令が出された。民衆にとって健全な娯楽が求められていた。17世紀のイングランドで現れたボクシングは、1743年に初めてルールが整備された。これに対して王侯貴族がパトロンとしてスポーツ競技会を開催することもあった。競馬は特に上流階級の人々に人気があり、イギリスのアン女王がアスコット競馬場を設立するほどであった。

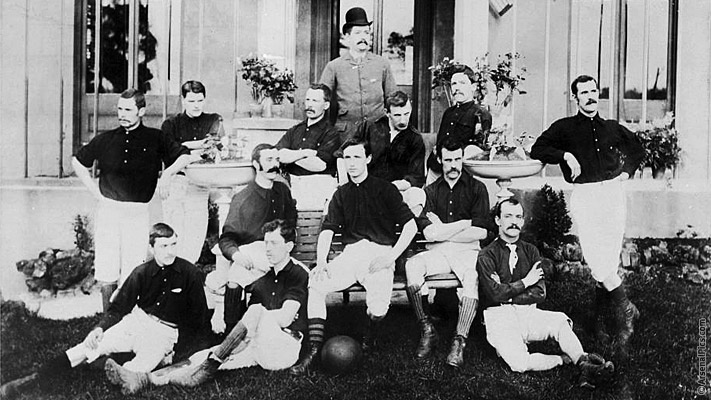
1888年創設当初のアーセナルFC

ウィンチェスターやイートンなどの多くのイギリスのパブリックスクールでは、スポーツ、特にフットボールを教育に取り入れた。産業革命により人々が農村から都市部に移動するのに伴い、農村のスポーツが都市部にもたらされ、中流階級や上流階級に影響を及ぼした。産業革命により交通が整備され人々の移動が活発になると、イギリス国内やほかの場所でパブリックスクールや大学のチーム同士が対戦する機会が増え、ルールの違いにより衝突が多くなると、さまざまなパブリックスクールでのルールを統一するため、初のサッカーにおける統轄団体であるフットボール・アソシエーションが設立された。このFAが創設された1863年以降、イングランドではサッカークラブが多く創設された。現在プレミアリーグに所属するクラブのほとんどは19世紀末に創設されている。このほか多くのスポーツで19世紀末までに全国的な統轄組織が設立されていった。また、上級階級からの影響でアマチュアリズムやフェアプレーの精神が強調されるようになった。
イギリスのスポーツはイギリスの海外進出に伴い、19世紀末から20世紀初頭にかけて世界中に広まっていった。クリケットはオーストラリア、南アフリカ、インドなど当時の大英帝国の多くの国で普及した。
市民革命により、国防の中心が貴族から市民へと移ると、それに伴い国防の担い手としての国民教育の必要性が高まった。国家秩序の形成のために体操が取り入れられ、ヤーンのドイツ体操、リングのスウェーデン体操が行われるようになった。
フランスのクーベルタンは普仏戦争で敗れた青少年の活性化のためスポーツ教育に着目し、イギリスに留学した。イギリスから帰国したクーベルタンは1894年に開かれたパリの国際会議で、オリンピックの復活を宣言し、国際オリンピック委員会が設立された。これ以降スポーツの組織化が進んだ。

## 現代のスポーツ
現代のスポーツは合理的な近代固有の論理に基づくスポーツがますます顕在化する中で、1960年代以降、近代論理の限界性を如実に示すようになった。
20世紀に入り、オリンピックが国家単位の参加となると、スポーツによるナショナリズムが台頭して、スポーツに政治が関与するようになった。1936年のナチスによるオリンピック、2度の世界大戦によるオリンピック大会の中断、東西冷戦によるボイコット合戦などである。
また、テレビなどのメディアが発達してくると、スポーツも取り上げられるようになった。メディアにとってスポーツは格好のコンテンツであり、スポーツの大衆化が進み、見るスポーツ「スペクテイタースポーツ」が発達した。こうしたことを背景にスポーツは政治やコマーシャリズムから影響を受けていった。
また、科学技術が発達してくると、スポーツの世界にも取り入れられるようになり、技術の向上などにつながった。その反面、行き過ぎた勝利至上主義により、ドーピングのような問題も起こってきている。
こうした近代スポーツの記録第一主義、勝利至上主義に対し、1960年代ごろから近代論理の行き詰まりによりスポーツに対する考え方や価値観も多様化してきた。それまでの競争原理一辺倒のスポーツ文化だけでなく、それ以外の共生原理に基づくスポーツをも志向し始めた。現代のスポーツは近代スポーツの様々な問題を抱えながら多様化しており、現代社会が内包する諸特性と深く結びついて現代的な変容を続けている。